# جيل دي شريفر
جيل دي شريفر (بالفرنسية: Gilles De Schrijver )‏ (و. 1984 – م) هو كاتب، وممثل من بلجيكا . ولد في غنت .

## روابط خارجية
- جيل دي شريفر على موقع IMDb (الإنجليزية)
- جيل دي شريفر على موقع ألو سيني (الفرنسية)
- جيل دي شريفر على موقع أول موفي (الإنجليزية)
- جيل دي شريفر على موقع قاعدة بيانات الأفلام السويدية (السويدية)
- جيل دي شريفر على موقع قاعدة بيانات الفيلم (الإنجليزية)
- جيل دي شريفر على موقع كينوبويسك (الروسية)